# JKめし!
『JKめし！』（英称：JK-Meshi！）は、日本の短編アニメ作品。TOKYO MXにて2015年10月より2016年3月まで放送された。5分枠放送。
3人のJK（女子高生）が、試験勉強の合間を縫って作る簡単でおいしいB級グルメ「JKめし」を紹介するストーリー。

## 登場人物
佐伯 麗奈（さえき れいな）
声 - 原奈津子
高校2年生。涼香とルリ子の仲介役、あるいはルリ子へのツッコミを涼香と一緒にしている。コンビニやスーパーで手に入る食材を使ったB級料理「JKめし」を作ることに情熱を燃やす。食材に関する知識が豊富。後述の作中短篇アニメ『JCめし!』のファン。
朝比奈 涼香（あさひな りょうか）
声 - 藤田奈央
麗奈のクラスメイト。ボーイッシュでグラマラスな風貌で、成績は常に学年1。ルリ子のボケに突っ込む事が多い。バスケ部のエースで、プロバスケットチーム『高松ファイブアローズ』のファンになった為バスケットボールが好きになった事が第25話で明らかにされた。
五十嵐 ルリ子（いがらし るりこ）
声 - 徳井青空
麗奈の隣の家に住む、彼女の幼馴染。見た目は清楚だが天然ボケを発揮することが多い。神掛かったひらめきと記憶力を持っている。香川県に叔母の家がある。実は吹き矢を兼ねる笛を常時持ち歩く、ブラックキャラ。
小野ちゃん（おのちゃん）
声 - 桑山琴音
第24話に登場。ルリ子と同じクラス。ルリ子の隣の席で、期末試験中にルリ子の奇行(寝言と早弁)の犠牲となる。
朝比奈 優香（あさひな ゆうか）
声 - ひぽー
第25話に登場。涼香の妹。新学期を迎えると中学一年生になる小学六年卒業生。姉とは正反対の、とてもおとなしい性格で、引っ込み思案ではにかみ屋。涼香は彼女の事を猫可愛がりしている。
お兄ちゃん
声 - 佐藤寮真
第26話に登場。浪人生。天体観測が好きで正立プリズム付ケプラー型光学天体望遠鏡も一台所有している。極度の人見知り性の為に家族の前にも滅多に顔を出さないが、実はそこそこの美形。ルリ子に目潰しを食らった。
麗香、涼子、ルリ奈
声 - 原奈津子、藤田奈央、徳井青空（全員OFF出演）
作中第10話で登場したアニメ『JCめし!』のキャラクター。
- なお『JCめし!』は本作のセルフパロディで、登場人物がJC（女子中学生）に置き換えられており、キャラの名前もそれぞれ本作主人公のもじり。また、こちらは番組の画面が一切登場せず三人は声のみの登場で、さらに担当声優も各人が自キャラのパロディキャラを担当している。

## スタッフ
- 監督 - 見谷泰道（第1 - 13話）→Mr.ミルクマン（第14話 - [3]）
- キャラデザイン/アニメディレクション - フジツカ
- 脚本 - 西村華奈穂（第14話 - [3]）
- アニメーション - ナミキヒロシ、松本道子、エイティーエイト
- 背景作画 - 松本道子
- 音楽・音効 - 細井敬文
- プロデュース - 見谷泰道（第14話 - ）
- 制作 - 京風とまと、オフィスノーブ
- 製作著作 - 「JKめし！」製作委員会

## 各話リスト
| 話数 | サブタイトル                   | 放送日         |
| ---- | ------------------------------ | -------------- |
| #01  | 焼きとまと味噌汁               | 2015年 10月6日 |
| #02  | サバ丼                         | 10月13日       |
| #03  | ポテトサラダ                   | 10月20日       |
| #04  | グラタク                       | 10月27日       |
| #05  | 麗奈ピザ                       | 11月3日        |
| #06  | カップうどん&たこ焼き          | 11月10日       |
| #07  | チョコ餃子                     | 11月17日       |
| #08  | ラースー茶碗蒸し               | 11月24日       |
| #09  | 飴ライス                       | 12月1日        |
| #10  | コンソメポテチ粥               | 12月8日        |
| #11  | お好み焼ご飯                   | 12月15日       |
| #12  | ふりかけフラポ                 | 12月22日       |
| #13  | プレッチー                     | 12月29日       |
| #14  | チキンハンバーグドリア         | 2016年 1月5日  |
| #15  | 梅酸っパンケーキ               | 1月12日        |
| #16  | カルボナーラトースト           | 1月19日        |
| #17  | ダブルコーンスープ             | 1月26日        |
| #18  | 炊飯器お好み焼き               | 2月2日         |
| #19  | チョコマグケーキ               | 2月9日         |
| #20  | 春一番!はちみつ豆腐            | 2月16日        |
| #21  | 伝説のヴぁな〜ぬぁ〜パイ！     | 2月23日        |
| #22  | たらこ アボカドココット！      | 3月1日         |
| #23  | ラッキーフォーチュン手鞠寿司！ | 3月8日         |
| #24  | グミ・ピニャ・コラーダ！       | 3月15日        |
| #25  | スリーポイント・チョコバー     | 3月22日        |
| #26  | キラキラっと！コスモゼリー     | 3月29日        |

## 放送局
| 放送期間                                                    | 放送時間                                                 | 放送局     | 対象地域       | 備考                                     |
| ----------------------------------------------------------- | -------------------------------------------------------- | ---------- | -------------- | ---------------------------------------- |
| 2015年10月6日 - 2016年3月29日                               | 火曜 1:00 - 1:05（月曜深夜）                             | TOKYO MX   | 東京都         | エムキャスにてサイマル配信               |
| 2015年12月21日・2016年1月25日・2月22日・3月21日2016年4月5日 | 月曜 2:00 - 2:30（日曜深夜）火曜 0:30 - 1:00（月曜深夜） | BSフジ     | 日本全域       | 7話ずつの総集編 4回目・5回目は一部再放送 |
| 2016年1月11日 - 7月4日                                      | 月曜 2:00 - 2:05（日曜深夜）                             | 西日本放送 | 岡山県・香川県 |                                          |

| 配信開始日     | 配信時間                                                | 配信サイト         | 備考                      |
| -------------- | ------------------------------------------------------- | ------------------ | ------------------------- |
| 2015年10月27日 | 火曜 12:00 更新                                         | ニコニコチャンネル | 第1話 - 第4話同時配信開始 |
| 2015年11月17日 |                                                         | バンダイチャンネル | 第1話 - 第7話同時配信開始 |
| 2015年11月21日 | 土曜 0:00 更新（金曜深夜） 火曜 12:00 更新（第8話以降） | GYAO!              | 第1話 - 第7話同時配信開始 |

| 配信開始日    | 配信時間 | 配信サイト  | 対象地域                     | 備考 |
| ------------- | -------- | ----------- | ---------------------------- | ---- |
| 2015年10月5日 | 月曜     | Crunchyroll | 日本と中国以外の世界世界各国 |      |
| 2015年11月1日 | 日曜     | bilibili    | 中国本土                     |      |

## ラジオ
JKめし！ラジオ
2015年10月3日より2016年3月26日までCBCラジオにて毎週日曜 0:00 - 0:30（土曜深夜）にて配信（radikoでも視聴可能）。パーソナリティは原奈津子（佐伯麗奈役）と藤田奈央（朝比奈涼香役）と徳井青空（五十嵐ルリ子役）が務める。
また2015年10月30日から2016年4月8日はニコニコチャンネルにて毎週金曜日12:00に2週遅れで配信されていた。
sizebook present's ハラハラ原奈津子のラジめし！
2016年2月7日より西日本放送にて毎週月曜 24:00 - 24:10（日曜深夜）にて配信。アニメJKめし！の裏話や、JKめし！のレシピ、原奈津子による美味しい食べ物の話題、香川県の気になる料理やお店等を紹介している。パーソナリティは原奈津子（佐伯麗奈役）が務める。

## 関連番組
『JKめし！ベストセレクション2015』のタイトルで、TOKYO MXにて2015年12月30日 23:30 - 24:00に放送。同年11月1日に行われたTOKYOMX開局20周年番組『9レイジーだぜ。チャレンジフェスティバル』新宿スタジオアルタ公開生放送に主要声優3人が登場し、梅沢富美男ら出演者たちにその場で料理を作り振舞ったシーン（『JKめし！作ってみた！食べてみた！』）もダイジェストで流された。
また2016年4月6日より毎週水曜 22:20 - 22:30に同局にて『JKめし！ベストセレクション』が放映中。アトランダムに選ばれた2話を再放送する。

## プロモーション
本作放送中に「声優応援プロジェクト」として、コシダカホールディングスが運営する「カラオケ本舗 まねきねこ」及び「ひとりカラオケ専門店 ワンカラ」の各店舗にて、2015年12月1日～2016年1月31日の期間で参加型カラオケシステム「すきっと」を用いた出演オーディション「なりきりCV選手権」が開催された。最終的に新人声優三名が本作内で出演デビューを果たしている。また同店舗では、アテレコ練習サービスとして本作のアフレコ体験も出来る（2016年2月以降も継続中）。

## タイアップ
放送地域（遅れ放送）である香川県高松市を本拠とするプロバスケットボールチーム高松ファイブアローズとのコラボレーションをおこなうことが2016年1月に発表された。2016年2月13日には、同じ高松市にある瓦町FLAG5階に、オリジナルグッズを扱うオフィシャルショップがオープンした。

## 映像メディア
DVD上下巻がポリドール映像販売会社より2016年6月29日に発売予定。特典映像はイベントでの公開収録番組『JKめし！作ってみた！食べてみた！』及びアテレコ用アニメ「なりきりCV」（上巻は9話、下巻は26話）。また、「なりきりCV」用のアフレコ台本も付属する。